# Strade provinciali della provincia di Campobasso
Questo è un elenco delle strade provinciali e delle strade statali declassate presenti sul territorio della provincia di Campobasso, e di competenza della provincia stessa.

## SP 11 - SP 20
| Numero | Denominazione | Percorso | Km     |
| ------ | ------------- | --- | ------ |
| SP 13  | Frentana      | I tronco: SP 163 presso Bivio di Tavenna - SP 163 presso Montenero di Bisaccia                                                                 | 12,119 |
| SP 13  | Frentana      | II tronco: SP 73 dir/1 presso Stazione di Matrice-Montagano - SP 163 presso Lucito                                                             | 12,119 |
| SP 15  | Trignina      | Confine Provincia di Isernia presso Santo Ianni Pescola (Bagnoli del Trigno) - Salcito - Trivento - SS 650 presso Ponte Caprafica (Montemitro) | 38,385 |

## SP 31 - SP 40
| Numero | Denominazione            | Percorso | Km     |
| ------ | ------------------------ | --- | ------ |
| SP 33  | Anniballi - Iacovantuono | SP 68 - Anniballi-Iacovantuono (Spinete) | 2,871  |
| SP 34  | Beneventana              | SS 212 - Confine Provincia di Benevento presso Vado Mistonga                                                                                                 | 4,000  |
| SP 35  | Macchie di Spinete       | SP 68 presso Spinete - Pietroneri | 1,808  |
| SP 36  | Riccia - Castelpagano    | SP 93 - Confine Provincia di Benevento presso Colle Casarenella                                                                                              | 1,192  |
| SP 37  | La Guardata              | Montecilfone - SP 110 / SP 124 presso Torrente Sinarca | 3,155  |
| SP 38  | San Massimo              | SS 17 - San Massimo | 3,354  |
| SP 39  | Centocelle               | SS212 presso Pietracatella - Macchia Valfortore - SS 212 presso Sant'Elia a Pianisi                                                                          | 13,247 |
| SP 40  | Adriatica                | Sant'Elia a Pianisi - Colletorto - San Giuliano di Puglia - Santa Croce di Magliano - Rotello - Ururi - San Martino in Pensilis - Portocannone - Campomarino | 69,880 |

## SP 41 - SP 50
| Numero       | Denominazione                  | Percorso | Km     |
| ------------ | ------------------------------ | --- | ------ |
| SP 41        | Garibaldi                      | I tratto: Campobasso - SS 647 presso Castropignano                                                                | 30,569 |
| SP 41        | Garibaldi                      | II tratto: SP 169 - Torella del Sannio - Pietracupa - SP 15 presso Bivio Salcito                                  | 30,569 |
| SP 42        | Cipranense                     | SP 53 presso Complesso Ospedaliero di Campobasso - Busso - Confine Provincia di Isernia presso Sant'Elena Sannita | 26,200 |
| SP 42 2^ dir | Cipranense - Mulino Martorelli | SP 42 - Mulino Martorelli                                                                                         |        |
| SP 43        | Diramazione Cipranense         | SP 169 presso Castropignano - Casalciprano - SP 42                                                                | 13,828 |
| SP 44        | di Frosolone                   | SP 43 presso Casalciprano - Confine Provincia di Isernia presso Valli                                             | 2,973  |
| SP 45        | di Molise                      | SP 169 - Molise                                                                                                   | 1,025  |
| SP 46        | Molisina                       | SP 169 - Duronia                                                                                                  | 7,533  |
| SP 47        | Fossaltina                     | SP 41 - Fossalto - SP 73 presso Madonna delle Stelle (Sant'Angelo Limosano)                                       | 12,337 |
| SP 48        | di Oratino                     | SP 41 - Oratino                                                                                                   | 1,752  |
| SP 49        | di Bojano - Baranello          | I tratto: Bojano - Colle d'Anchise - SS 647                                                                       | 6,678  |
| SP 49        | di Bojano - Baranello          | II tratto: SS 647 presso Coscia di Ponte - Baranello - SP 53 presso Stazione di Baranello                         | 8,600  |
| SP 50        | di Sepino                      | SP 53 presso Stazione di Sepino - Sepino                                                                          | 4,174  |

## SP 51 - SP 60
| Numero    | Denominazione       | Percorso                                                                                                  | Km     |
| --------- | ------------------- | --- | ------ |
| SP 51     | Litoranea           | Termoli - Petacciato - SP 163 presso Stazione di Montenero-Petacciato                                     | 13,097 |
| SP 52     | Pentrica            | I tratto: SS 17 presso Stazione di Campochiaro - SS 647 presso Santa Maria delle Macchie (Vinchiaturo)    | 3,278  |
| SP 52     | Pentrica            | II tratto: Vinchiaturo - SS 17 / SS 87                                                                    | 3,278  |
| SP 53     | Sannitica           | Campobasso - Vinchiaturo - Confine Provincia di Benevento presso Piana d'Olmo (Sepino)                    | 27,818 |
| SP 54     | di Cercepiccola     | San Giuliano del Sannio - Cercepiccola - SP 86 presso Crocella                                            | 7,973  |
| SP 55     | di Montebello       | SP 163 - Confine Provincia di Chieti presso Ponte Trigno                                                  | 3,565  |
| SP 56     | Galdina             | I tratto: SS 645 - Campodipietra - Toro                                                                   | 4,900  |
| SP 56     | Galdina             | II tratto: SS 87 presso Stazione di Campolieto-Monacilioni - Campolieto - Monacilioni                     | 11,200 |
| SP 56 dir | Diramazione Galdina | SP 56 - San Giovanni in Galdo - Matrice - SS 87 presso Stazione di Matrice-Montagano                      | 13,200 |
| SP 57     | di Mirabello        | Campobasso - Mirabello Sannitico - SP 165                                                                 | 9,900  |
| SP 58     | di Ferrazzano       | Campobasso - Ferrazzano                                                                                   | 4,465  |
| SP 59     | di Ripalimosani     | SS 647 dir/b presso Pesco Farese - Ripalimosani - SS 647 dir/b e diramazione per Stazione di Ripalimosani | 3,459  |
| SP 60     | di Guardiaregia     | SP 164 - Stazione di Guardiaregia                                                                         | 0,234  |

## SP 61 - SP 70
| Numero | Denominazione                | Percorso                                                                           | Km     |
| ------ | ---------------------------- | ---------------------------------------------------------------------------------- | ------ |
| SP 61  | del Fortore                  | Gambatesa - SP 109 / SP 114 presso Tufara                                          | 6,870  |
| SP 63  | Cerrosecco                   | Bonefro - Rotello                                                                  | 12,013 |
| SP 64  | di Morrone del Sannio        | SS 87 - Morrone del Sannio                                                         | 6,752  |
| SP 65  | di Provvidenti               | SS 87 - Provvidenti                                                                | 2,600  |
| SP 66  | di Casacalenda               | Casacalenda - Stazione di Casacalenda-Guardialfiera                                | 0,875  |
| SP 67  | di Campochiaro               | SS 17 presso Stazione di Campochiaro - Campochiaro                                 | 3,744  |
| SP 68  | di Spinete                   | SP 49 presso Monteverde (Bojano) - Spinete - SP 42 presso Piana                    | 6,400  |
| SP 69  | Sepinese                     | SP 53 - San Giuliano del Sannio - SP 53 presso Stazione di San Giuliano del Sannio | 9,869  |
| SP 70  | Cercemaggiore - Scalo Sepino | Cercemaggiore - SP 53 presso Stazione di Sepino                                    | 12,154 |

## SP 71 - SP 80
| Numero      | Denominazione                | Percorso                                                                                               | Km     |
| ----------- | ---------------------------- | --- | ------ |
| SP 71       | Castellina                   | SS 87 - Ripabottoni - Castellino del Biferno - SP 13                                                   | 19,079 |
| SP 72       | Tappina                      | Toro - Monacilioni                                                                                     | 13,960 |
| SP 73       | Bifernina                    | I tratto: SP 41 - Sant'Angelo Limosano - San Biase - Codacchi (Trivento)                               | 19,400 |
| SP 73       | Bifernina                    | II tratto: SP 163 presso Lucito - Castelbottaccio - Lupara - SS 647                                    | 13,500 |
| SP 73       | Bifernina                    | III tratto: SS 647 presso Lago di Guardialfiera - Larino                                               | 9,600  |
| SP 73 dir/1 | 1^ Diramazione Bifernina     | SS 87 presso Stazione di Matrice-Montagano - Montagano - Limosano - Sant'Angelo Limosano               | 25,800 |
| SP 73 dir/2 | 2^ Diramazione Bifernina     | I tratto: Casacalenda - Guardialfiera                                                                  | 16,100 |
| SP 73 dir/2 | 2^ Diramazione Bifernina     | II tratto: SP 166 presso Bonefro - Colletorto - Confine Provincia di Foggia presso Ponte Fortore       | 22,400 |
| SP 74       | Bagnolese                    | SP 41 presso Pian di Sciarra (Pietracupa) - Confine Provincia di Isernia                               | 1,400  |
| SP 77       | Chietina                     | SP 15 presso Ponte del Rivo (Trivento) - Confine Provincia di Chieti presso Penna                      | 5,440  |
| SP 78       | Appulo Chietina              | I tratto: SP 15 - Montefalcone nel Sannio - Acquaviva Collecroce - SS 647 presso Lago di Guardialfiera | 34,000 |
| SP 78       | Appulo Chietina              | II tratto: Larino - Montorio nei Frentani - Montelongo - SP 63                                         | 17,800 |
| SP 78       | Appulo Chietina              | III tratto: Rotello - SP 167 presso Casone Cantalupo (Ururi)                                           | 11,200 |
| SP 79       | Montefalcone - Piano Caselle | SP 78 presso Montefalcone - SP 163 presso Piano Caselle (Castelmauro)                                  | 7,737  |
| SP 80       | Larino - Guglionesi          | Larino - SP 168 presso Guglionesi                                                                      | 14,148 |

## SP 81 - SP 90
| Numero | Denominazione                | Percorso                                                                                                   | Km     |
| ------ | ---------------------------- | --- | ------ |
| SP 81  | Ripaltina                    | SP 78 presso Montagna - San Felice del Molise - Mafalda - SP 163                                           | 20,998 |
| SP 82  | Altilia                      | Sepino - Saepinum-Altilia                                                                                  | 2,882  |
| SP 83  | di Tavenna                   | SP 163 - Tavenna                                                                                           | 1,753  |
| SP 84  | Diramazione Adriatica        | SS 87 presso Stazione di Guglionesi-Portocannone - Portocannone                                            | 3,549  |
| SP 85  | Martinense                   | SS 87 - SP 40 presso San Martino in Pensilis                                                               | 5,702  |
| SP 86  | di Cercemaggiore             | SP 162 presso Crocella (Cercepiccola) - Cercemaggiore - Confine Provincia di Benevento presso Piana d'Olmo | 13,900 |
| SP 87  | Traversa della Termolese     | SP 168 - SS 87 presso Stazione di Guglionesi-Portocannone                                                  | 4,478  |
| SP 88  | Deviazione Frentana          | Traversa interna al centro abitato di Montenero di Bisaccia dalla SP 13 alla SP 163                        | 3,080  |
| SP 89  | Circonvallazione di Trivento | Variante alla SP 15 esterna al centro abitato di Trivento                                                  | 2,000  |
| SP 90  | di Santo Stefano             | SP 59 presso C.da Iontapede (Ripalimosani) - Santo Stefano (Campobasso)                                    | 7,100  |

## SP 91 - SP 100
| Numero | Denominazione                     | Percorso                                                               | Km     |
| ------ | --------------------------------- | ---------------------------------------------------------------------- | ------ |
| SP 91  | di Montorio nei Frentani          | SP 78 presso Montorio nei Frentani - SP 40 presso Casa Zapponi         | 6,140  |
| SP 92  | di Roccavivara                    | SP 15 - Roccavivara - SP 163 presso Civitacampomarano                  | 14,900 |
| SP 93  | Riccia - Cercemaggiore            | Riccia - Cercemaggiore                                                 | 12,835 |
| SP 94  | Sepino - Pietraroja               | Sepino - Confine Provincia di Benevento presso Passo di Santa Crocella | 10,382 |
| SP 95  | di San Polo Matese                | SS 17 presso Fonteiaova - San Polo Matese                              | 4,791  |
| SP 96  | di Petacciato                     | SP 51 - Petacciato                                                     | 3,406  |
| SP 97  | Bojano - Castellone - San Massimo | Bojano - SP 38 presso Vicende (San Massimo)                            | 7,100  |
| SP 98  | di Montemitro                     | SP 78 - Montemitro - SP 15                                             | 7,586  |
| SP 100 | di Civita Superiore               | Bojano - Civita Superiore                                              | 3,809  |

## SP 101 - SP 110
| Numero | Denominazione            | Percorso                                                                                                 | Km     |
| ------ | ------------------------ | --- | ------ |
| SP 101 | Mazzocca di Riccia       | Variante alla SS 212 a sud di Riccia                                                                     | 4,508  |
| SP 102 | di Montenero di Bisaccia | SP 13 - Montenero di Bisaccia                                                                            | 2,088  |
| SP 103 | Riccia - Gambatesa       | SP 121 presso Riccia - SP 162 Gambatesa                                                                  | 11,015 |
| SP 104 | Vazzieri di Campobasso   | Campobasso - SP 120 presso Ferrazzano                                                                    | 2,487  |
| SP 105 | Ripabottoni - Morrone    | SP 71 / SP 157 - SP 64 presso Morrone del Sannio                                                         | 2,253  |
| SP 106 | di Campitello            | SP 38 presso Vicende - San Massimo - Campitello Matese - Confine Provincia di Caserta presso Monte Porco | 18,049 |
| SP 107 | Riccia - Paolina         | SP 103 presso Riccia - Frazione Paolina e diramazione per Masseria Sticozze                              | 7,305  |
| SP 108 | Sperella di Guardiaregia | SP 164 presso Guardiaregia - Vecchiarelli                                                                | 4,234  |
| SP 109 | Tufara - Castelvetere    | SP 61 / SP 114 presso Tufara - Confine Provincia di Benevento presso Castelvetere in Val Fortore         | 6,855  |
| SP 110 | Petacciato - Guglionesi  | Petacciato - Guglionesi                                                                                  | 16,546 |

## SP 111 - SP 120
| Numero | Denominazione                            | Percorso | Km     |
| ------ | ---------------------------------------- | --- | ------ |
| SP 111 | Difesa Grande                            | Termoli - SP 168 presso Monte Coccia                                                                            | 7,686  |
| SP 112 | Petacciato - San Giacomo degli Schiavoni | SP 51 / SP 96 presso Petacciato - SP 168 presso San Giacomo degli Schiavoni                                     | 9,009  |
| SP 113 | Fondovalle Sinarca                       | SP 110 - SS 16 presso Torre Saracena (Termoli)                                                                  | 5,800  |
| SP 114 | Tufara - Ponte 13 Archi                  | SP 61 / SP 109 presso Tufara - SS 645 / SS 17 presso Ponte 13 Archi                                             | 5,960  |
| SP 115 | Gambatesa - Fondo Valle Tappino          | SP 162 presso Gambatesa - SS 645                                                                                | 1,890  |
| SP 116 | Pinciara - Posticchio - Sterparoni       | San Giuliano di Puglia - SP 73 dir/2 presso Ponte Fortore (Colletorto)                                          | 13,547 |
| SP 117 | Pantano Basso                            | Termoli - SS 16                                                                                                 | 1,674  |
| SP 118 | Melanico                                 | SP 166 presso Masseria Stallone (Santa Croce di Magliano) - Confine Provincia di Foggia presso Masseria Abbazia | 10,750 |
| SP 119 | Campodipietra - Vallarella - Ielsi       | Campodipietra - SP 162 presso Jelsi                                                                             | 10,027 |
| SP 120 | San Giacomo - Ponte Rotto                | SP 104 presso Ferrazzano - SP 165                                                                               | 4,483  |

## SP 121 - SP 130
| Numero | Denominazione                             | Percorso                                                                                     | Km     |
| ------ | ----------------------------------------- | -------------------------------------------------------------------------------------------- | ------ |
| SP 121 | Riccia - Limate                           | SS 212 presso Riccia - SP 162                                                                | 9,512  |
| SP 122 | Di Florio - Capoiaccio                    | Di Florio (Cercemaggiore) - SP 86 presso Capoiaccio (Cercemaggiore)                          | 3,800  |
| SP 123 | Termine - Convento                        | SP 86 presso Crocella (Cercepiccola) - SP 70 presso Convento di San Domenico (Cercemaggiore) | 3,200  |
| SP 124 | Serramano                                 | SP 110 - SP 13 presso Montenero di Bisaccia                                                  | 12,105 |
| SP 125 | Masserie Felicetti                        | SP 163 presso Masseria di Gregorio (Montenero di Bisaccia) - SP 127 presso Colle di Breccia  | 5,276  |
| SP 126 | Guglionesi - Ponte Biferno                | Guglionesi - SS 647 presso Ponte Biferno                                                     | 5,300  |
| SP 127 | Colle di Breccia                          | SP 110 presso Colle di Breccia - SP 124 presso Masseria Serramanno (Montenero di Bisaccia)   | 15,400 |
| SP 128 | del Rettifilo                             | SS 16 presso Campomarino Lido - SP 161                                                       | 10,438 |
| SP 129 | San Martino - Nuova Cliternia - Litoranea | San Martino in Pensilis - SS 16                                                              | 11,750 |
| SP 130 | Portocannone - Nuova Cliternia            | Portocannone - SP 129 presso Nuova Cliternia (Campomarino)                                   | 6,541  |

## SP 131 - SP 140
| Numero | Denominazione                          | Percorso                                                                       | Km     |
| ------ | -------------------------------------- | ------------------------------------------------------------------------------ | ------ |
| SP 131 | della Diga                             | SS 647 presso Ponte Tanasso - SS 87                                            | 1,830  |
| SP 132 | San Giovanni in Galdo - Monacilioni    | SP 56 dir presso San Giovanni in Galdo - SP 56 presso Monacilioni              | 10,051 |
| SP 133 | Campolieto - San Giovanni in Galdo     | Campolieto - SP 132                                                            | 4,020  |
| SP 134 | Macchia Val Fortore - Contrada Fortore | SP 39 presso Macchia Valfortore - Lago di Occhito                              | 3,427  |
| SP 135 | Mirabello - Quadrivio Monteverde       | Mirabello Sannitico - SP 69 / SP 162 presso Quadrivio Monteverde (Vinchiaturo) | 6,015  |
| SP 136 | San Martino - Saccione                 | San Martino in Pensilis - SP 161 presso Ponte Saccione                         | 9,530  |
| SP 137 | Bosco                                  | Larino - SS 647 presso C.da Bosco                                              | 9,602  |
| SP 138 | Fossalto - Pietracupa                  | SP 142 presso Pietracupa - SP 139 presso C.da Campofreddo (Fossalto)           | 5,015  |
| SP 139 | Fossaltina - Fondo Valle Biferno       | Riclassificata; Ora parte della Strada Statale 747 Fossaltina.                 | 9,700  |
| SP 140 | Matrice - Santa Maria della Strada     | Matrice - Chiesa di Santa Maria della Strada                                   | 3,443  |

## SP 141 - SP 150
| Numero | Denominazione                                 | Percorso                                                                                        | Km     |
| ------ | --------------------------------------------- | ----------------------------------------------------------------------------------------------- | ------ |
| SP 141 | S.S. 157-Castellino Nuovo - S.P. Castellina   | SP 13 presso Castellino Nuovo (Petrella Tifernina) - SP 71 presso Castellino del Biferno        | 4,214  |
| SP 142 | di Pietracupa                                 | SP 13 - Pietracupa - SP 138                                                                     | 1,480  |
| SP 143 | Faiete                                        | SP 53 presso Tappino (Campobasso) - SP 41 presso Colle Longo (Campobasso)                       | 4,066  |
| SP 144 | Caporio - Centomani                           | SS 17 presso Campi Marzi (Bojano) - Confine Provincia di Isernia presso Centomani               | 2,525  |
| SP 145 | Casalciprano - Fondo Valle Biferno            | Casalciprano - SS 647                                                                           | 4,165  |
| SP 146 | Stazione di Ripabottoni - Stazione di Bonefro | SS 212 presso Stazione di Ripabottoni-Sant'Elia - SP 166 presso Stazione di Bonefro-Santa Croce | 5,523  |
| SP 147 | Sterparone                                    | Duronia - Confine Provincia di Isernia                                                          | 1,465  |
| SP 148 | Santa Croce di Magliano - Stazione di Ururi   | SP 166 presso Santa Croce di Magliano - Rotello - SP 167 presso Stazione di Ururi               | 16,300 |
| SP 149 | Maitine                                       | Monacilioni - Sant'Elia a Pianisi                                                               | 7,628  |
| SP 150 | Palata - Fondo Valle Biferno                  | SP 163 presso San Leucio (Palata) - SP 80                                                       | 6,400  |

## SP 151 - SP 160
| Numero | Denominazione                            | Percorso | Km            |
| ------ | ---------------------------------------- | --- | ------------- |
| SP 151 | Diramazione Cerrosecco                   | SP 63 - SP 148 presso Montelongo | 1,300         |
| SP 152 | Cavaliere                                | SP 138 - SP 73 presso Tavanello (Fossalto) | 4,300         |
| SP 153 | Montenero - Mare                         | Montenero di Bisaccia - SP 55 presso Masseria Luciano | 5,600         |
| SP 154 | di Sant'Elia                             | Sant'Elia a Pianisi - SS 212 presso Stazione di Ripabottoni-Sant'Elia | 14,125        |
| SP 155 | Fondo Valle Succidia-Fondo Valle Tammaro | In progetto |               |
| SP 156 | Larino - Stazione di Ururi               | Larino - SP 148 / SP 73 presso Stazione di Ururi | 4,000         |
| SP 157 | Fondo Valle Biferno - SP 105             | SS 647 presso Mulino Del Duca (Morrone del Sannio) - SP 71 / SP 105 | 10,000        |
| SP 158 | Fondo Valle Trigno - SP 163              | SS 650 - Bufalara (Acquaviva Collecroce) Aperta fino a intersezione con SP 81 | 8,000 2,700   |
| SP 159 | SP Stazione di Bonefro - Casacalenda     | SP 166 presso Masseria Canale (Bonefro) - Casacalenda - SS 647 Aperti il primo tratto fino alla SP 146 (Stazione di Bonefro-Santa Croce) e il secondo tratto dalla SS 87 (Convento di Sant'Onofrio) | 18,100 13,800 |
| SP 160 | Fondo Valle del Rivolo                   | Ora SS 751 | 22,560        |

## SP 161 - SP 170
| Numero | Denominazione                                | Percorso | Km     |
| ------ | -------------------------------------------- | --- | ------ |
| SP 161 | Adriatica                                    | SS 16 - Campomarino - Confine Provincia di Foggia presso Ponte Saccione                                                                  | 15,300 |
| SP 162 | dell'Appennino Abruzzese ed Appulo Sannitico | Confine Provincia di Isernia - Tratto comune con SS 87 - Gildone - Jelsi - Gambatesa - Confine Provincia di Foggia presso Ponte 13 Archi | 70,200 |
| SP 163 | della Valle del Biferno                      | SS 647 - Lucito - Civitacampomarano - Castelmauro - Palata - SS 16 presso Stazione di Montenero-Petacciato                               | 70,800 |
| SP 164 | della Valle del Volturno                     | SS 17 / SS 87 - Guardiaregia - Confine Provincia di Caserta presso La Casella                                                            | 16,200 |
| SP 165 | Gildonese                                    | Campobasso - SP 162 presso Villaggio San Sebastiano (Gildone)                                                                            | 11,100 |
| SP 166 | dei Tre Titoli                               | SS 87 presso COnvento Sant'Onofrio - Bonefro - Santa Croce di Magliano - Confine Provincia di Foggia presso Masseria Piscicelli          | 31,900 |
| SP 167 | di Ururi                                     | SS 87 presso Travaglini (Larino) - Ururi Confine Provincia di Foggia                                                                     | 16,900 |
| SP 168 | Termolese                                    | Palata - Montecilfone - Guglionesi - San Giacomo degli Schiavoni - Termoli                                                               | 22,600 |
| SP 169 | Molesana                                     | SS 647 - Castropignano - Torella del Sannio - Confine Provincia di Isernia presso Madonna del Pianto (Molise)                            | 16,600 |

## Fonte
- Stradario ufficiale, su domino.provincia.campobasso.it.